# Popillia callipyga
Popillia callipyga är en skalbaggsart som beskrevs av Carl August Dohrn 1876. Popillia callipyga ingår i släktet Popillia och familjen Rutelidae. Inga underarter finns listade i Catalogue of Life.